# خلف بن ملاعب
سیف الدوله خلف بن ملاعب الاشهبی الکلابی (عربی: سيف الدولة خلف بن ملاعب الأشهبي الكلابي؛ درگذشته ۳ فوریه ۱۱۰۶) امیر نیمه مستقل حمص و افامیه بین سال‌های ۱۰۸۲ و ۱۰۹۰ میلادی بود. او بار دیگر در سال ۱۰۹۵/۹۶ توسط خلافت فاطمی به عنوان امیر افامیه منصوب شد و تا زمان ترورش توسط حشاشیون، امیر آن شهر بود.

## زندگی‌نامه

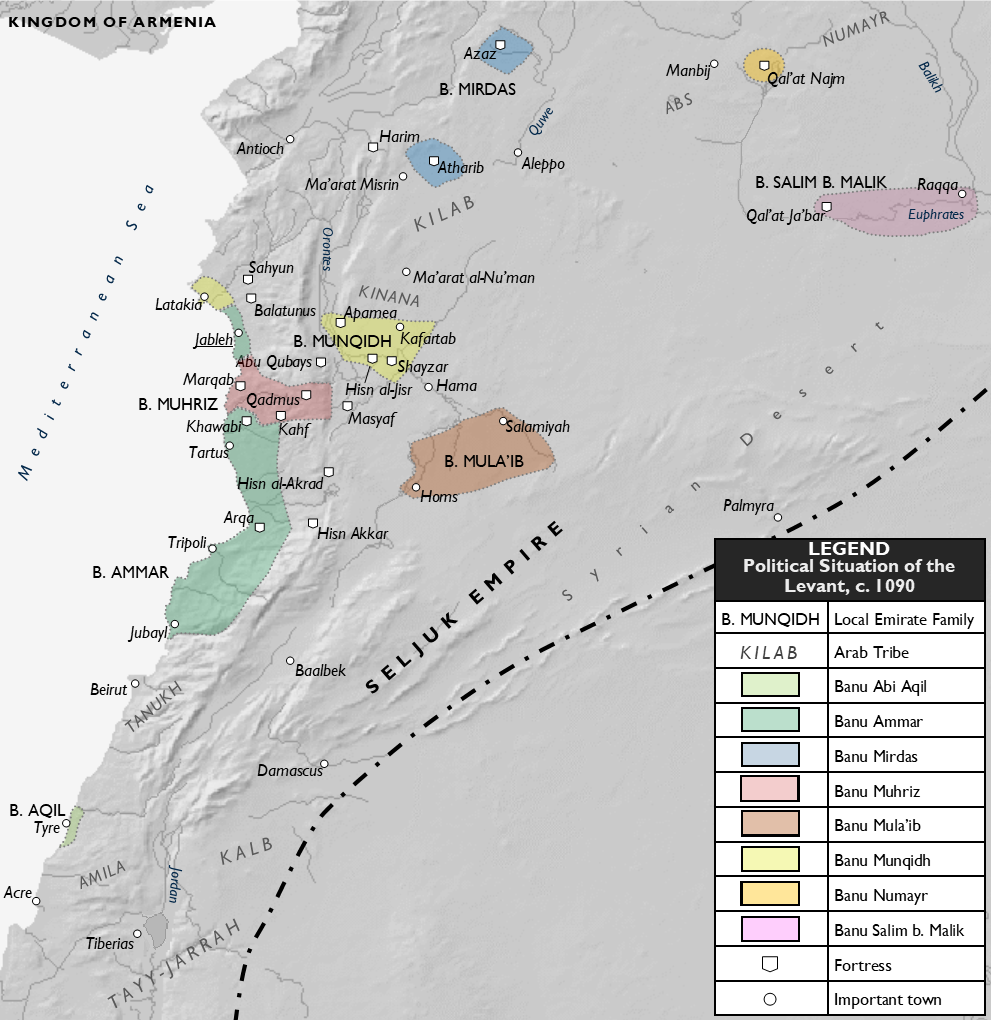
نقشه سیاسی شام در حدود سال ۱۰۸۵، قلمرو خلف با رنگ قهوه ای مشخص شده‌است.

خلف بن ملاعب از قبیله عرب بنی کلاب بود. او در سال ۱۰۸۲ توسط مسلم بن قرواش امیر عقیلیان حلب به عنوان امیر حمص انتخاب شد. مسلم، خلف را به این دلیل به عنوان امیر حمص منصوب کرد تا حائلی بین سرزمین‌های شمالی عقیلیان (منظور شمال سوریه) و سلجوقیان که دمشق را کنترل می‌کردند و رقیب او به حساب می‌آمدند، باشد. خلف سپس امارت خود را به سمت شمال گسترش داد و افامیه را تصرف کرد. او در سال ۱۰۸۳ سلمیه در شرق حمص را تصرف کرد. در جریان حمله به شهر، ابراهیم الهاشمی، شریف شهر را (از نوادگان محمد پیامبر اسلام) با منگونل به سمت یکی از برج‌های سلمیه پرتاب کرد. کتیبه‌ای در مسجد سلمیه که متعلق به سال ۱۰۸۸ است وجود دارد که در آن به تعمیر مقبره یکی از امامان مستور اسماعیلی به نام عبدالله الرضی توسط خلف اشاره شده‌است. در کتیبه آمده‌است:
سازنده آن شهیرترین امیر، برگزیده، مدافع حکومت، شمشیر دولت، خلف بن ملاعب که خداوند مقام بلند او را جاودانه سازد. سال ۴۸۱ قمری (=۱۰۸۸/۸۹)
پس از شکایت از اعمال خلف نزد دربار سلجوقی، ملکشاه اول برادرش تتش اول و سایر شاهزادگان سلجوقی مستقر در سوریه را برای دستگیری خلف اعزام کرد. لشکر تتش اول، ابتدا در سال ۱۰۹۰ او را از حمص و سپس در سال ۱۰۹۱ از افامیه بیرون راند. او را دستگیر کردند و در قفس آهنی زندانی و راهی اصفهان پایتخت سلجوقیان کردند و سپس در زندان این شهر زندانی کردند. پس از مرگ ملکشاه در سال ۱۰۹۲ بیوه ملکشاه، خلف را آزاد کرد. سپس خلف راهی قاهره، پایتخت خلافت فاطمی شد. در سال ۱۰۹۵/۹۶، فرستادگانی از شهر افامیه برای درخواست انتصاب فرماندار راهی قاهره پایتخت فاطمیان شدند. خلف به عنوان فرماندار افامیه انتخاب شد و ممکن است پیشنهاد انتصاب وی به عنوان فرماندار توسط همان فرستادگان ارائه شده باشد. خلف به عنوان فرماندار افامیه که تحت کنترل فاطمیان بود انتخاب شد.
در ۳ فوریه ۱۱۰۶، خلف توسط فداییان اسماعیلی ترور شد. این ترور نتیجه توطئه رضوان و متحد نزاری او ابوطاهر صایغ (رهبر اسماعیلیان سوریه) و همکاری شخصی به نام ابوالفتح از اهالی سرمین بود. ابوالفتح که در افامیه اقامت داشت ترتیبی داد تا سوراخی در دیوارهای شهر ایجاد شود و بدین ترتیب مقدمه ورود جوخه ترور به داخل شهر را فراهم کرد. خلف با جوخه ترور مقابله کرد، اما خنجر یکی از آنها به شکم او اصابت کرد. خلف قصد فرار داشت، اما چند لحظه بعد بر اثر جراحت وارده جان خود را از دست داد. سپس اسماعیلیان رضوان را فرمانروای افامیه اعلام کردند. برخی از پسران و نگهبانان خلف نیز در این حمله کشته شدند، اما یکی از پسران او به نام مصبح فرار کرد و به امارت بنی منقذ در شیزر پناه برد (برخی منابع فرد فراری را برادر خلف معرفی کرده‌اند). سپس مصبح با تانکرد امیر انطاکیه برای تصرف افامیه در اوت ۱۱۰۶ همکاری کرد. پس از تسخیر شهر، تانکرد چندین تیول زمین در مجاورت افامیه به مصبح و سایر پسران خلف اعطا کرد.

## ‌کتاب‌شناسی
- Lewis, B. (1995). "Khalaf ibn Mula'ib".  In Bosworth, C. E.; van Donzel, E.; Heinrichs, W. P. & Lecomte, G. (eds.). The Encyclopaedia of Islam, New Edition, Volume VIII: Ned–Sam. Leiden: E. J. Brill. p. ۹۱۹. ISBN 978-90-04-09834-3.
- Gibb, H. A. R. (2002) [1932]. The Damascus Chronicle of the Crusades: Extracted and Translated from the Chronicle of Ibn Al-Qalanisi (2nd ed.). Luzac and Co.
- Sharon, Moshe (2007). Corpus Inscriptionum Arabicarum Palestinae, Addendum: Squeezes in the Max van Berchem Collection (Palestine, Trans-Jordan, Northern Syria), Squeezes 1–84. Leiden and Boston: Brill. ISBN 978-90-04-15780-4.